# جيري مور
جيري مور هو لاعب كرة قاعدة كندي، ولد في 1855 في وندسور في كندا، وتوفي في 26 سبتمبر 1890 في واين في الولايات المتحدة.